# Saudó, laberinto de almas
Saudó, laberinto de almas es una película de terror colombiana de 2016 dirigida por Jhonny Hendrix Hinestroza y protagonizada por Luis Felipe Cortés, Robin Abonia, Estefanía Borge, Juan Ángel y María Eugenia Arboleda. La película está ambientada casi en su totalidad en el pacífico colombiano.

## Sinopsis
Elías es un reconocido médico que vive con todas las comodidades en un sector residencial de alta categoría junto a su hermosa familia. Sin embargo, algunas pesadillas de su infancia lo atormentan. Cuando su hijo empieza a tener las mismas pesadillas, Elías decide viajar al remoto pueblo donde nació, lugar que alberga secretos de brujería y magia negra y del que probablemente jamás vuelva a salir.

## Reparto
- Luis Felipe Cortés
- Robin Abonia
- María Magdalena Mina Torres
- Estefanía Borge
- Juan Ángel
- María Eugenia Arboleda